# Saison 2013-2014 du Manchester City FC
Chronologie
Saison précédente Saison suivante
La saison 2013-2014 de Manchester City est la 12e saison consécutive du club en première division anglaise. Cette saison fait suite à la deuxième place obtenue l'an dernier derrière son rival Manchester United.
Manuel Pellegrini, ancien entraîneur de Málaga où il emmène son équipe en quarts de finale de la Ligue des champions la saison précédente, est l'entraîneur de Manchester City. Le Chilien remporte avec les Citizens son premier doublé (championnat et coupe de la Ligue) de sa carrière d'entraîneur en grand championnat. Il devient également le premier entraîneur à mener Manchester City jusqu'en huitièmes de finale de la Ligue des champions qui est l'un des objectifs des propriétaires du club. Il est aussi le premier entraîneur non-européen à remporter la Premier League.
Cette saison, le club dispute le Championnat qu'il remporte à la dernière journée après un duel contre Liverpool, la FA Cup où il est éliminé en quarts de finale par le tenant du titre Wigan, la Carling Cup qu'il remporte également contre Sunderland et la Ligue des Champions où il est éliminé en huitièmes de finale par le club espagnol FC Barcelone.

## Compétitions

### Championnat
Le classement est établi sur le barème de points classique (victoire à 3 points, match nul à 1, défaite à 0).
Pour départager les égalités, on tient d'abord compte de la différence de buts générale, puis du nombre de buts marqués, puis des confrontations directes et enfin si la qualification ou la relégation est en jeu, les deux équipes jouent une rencontre d'appui sur terrain neutre.
| Rang | Équipe                  | Pts | J  | G  | N  | P  | Bp  | Bc | Diff |
| ---- | ----------------------- | --- | -- | -- | -- | -- | --- | -- | ---- |
| 1    | Manchester CityL        | 86  | 38 | 27 | 5  | 6  | 102 | 37 | +65  |
| 2    | Liverpool FC            | 84  | 38 | 26 | 6  | 6  | 101 | 50 | +51  |
| 3    | Chelsea FC              | 82  | 38 | 25 | 7  | 6  | 71  | 27 | +44  |
| 4    | Arsenal FC              | 79  | 38 | 24 | 7  | 7  | 68  | 41 | +27  |
| 5    | Everton FC              | 72  | 38 | 21 | 9  | 7  | 61  | 39 | +22  |
| 6    | Tottenham Hotspur       | 69  | 38 | 21 | 6  | 11 | 55  | 51 | +4   |
| 7    | Manchester United T'S'  | 64  | 38 | 19 | 7  | 12 | 64  | 43 | +21  |
| 8    | Southampton FC          | 56  | 38 | 15 | 11 | 12 | 54  | 46 | +8   |
| 9    | Stoke City              | 50  | 38 | 13 | 10 | 15 | 45  | 52 | -7   |
| 10   | Newcastle United        | 49  | 38 | 15 | 4  | 19 | 43  | 59 | -16  |
| 11   | Crystal Palace FCP      | 45  | 38 | 13 | 6  | 19 | 32  | 48 | -16  |
| 12   | Swansea City            | 42  | 38 | 11 | 9  | 18 | 54  | 54 | 0    |
| 13   | West Ham United         | 40  | 38 | 11 | 7  | 20 | 40  | 51 | -11  |
| 14   | Sunderland FC           | 38  | 38 | 10 | 8  | 20 | 41  | 60 | -19  |
| 15   | Aston Villa FC          | 38  | 38 | 10 | 8  | 20 | 39  | 61 | -22  |
| 16   | Hull CityP              | 37  | 38 | 10 | 7  | 21 | 38  | 53 | -15  |
| 17   | West Bromwich Albion FC | 36  | 38 | 7  | 15 | 16 | 43  | 59 | -16  |
| 18   | Norwich City            | 33  | 38 | 7  | 9  | 22 | 28  | 62 | -34  |
| 19   | Fulham FC               | 32  | 38 | 9  | 5  | 24 | 40  | 85 | -45  |
| 20   | Cardiff City FCP        | 30  | 38 | 7  | 9  | 22 | 32  | 74 | -42  |

Qualifications européennes
Ligue des champions 2014-2015
- 1er 2e et 3e : phase de groupes
- 4e : tour de barrages pour non-champions

Ligue Europa 2014-2015
- C  : phase de groupes
- 5e : tour de barrages
- 6e : 3e tour de qualification

Relégation
- 18e, 19e et 20e : relégation en Championship

Abréviations
T : Tenant du titre

CA : Vainqueur de la FA Cup 2013-2014

L : Vainqueur de la Capital One Cup 2013-2014

S : Vainqueur du Community Shield 2013

P : Promus de Championship

### Ligue des champions

#### Phase de groupe
Placé dans le troisième chapeau, Manchester City hérite d'un groupe composé du Bayern Munich, vainqueur du championnat allemand 2012-13 et tenant du titre européen, du Viktoria Plzeň vainqueur du championnat tchèque précédent et du CSKA Moscou.
Manchester City affiche un très bon bilan à l'issue de la phase de groupe avec 5 victoires et une défaite contre le tenant du titre le Bayern Munich. L'une des victoires les plus marquantes des Citizens est celle contre les Bavarois à l'Allianz Arena après avoir été mené 2-0. Manchester City termine deuxième du groupe avec le même nombre de point que le Bayern Munich qui a cependant la meilleure différence de buts.
| Rang | Équipe          | Pts | J | G | N | P | Bp | Bc | Diff |  | Résultats (▼ dom., ► ext.) | Drapeau de l'Allemagne | Drapeau de l'Angleterre | Drapeau de la Tchéquie | Drapeau de la Russie |
| ---- | --------------- | --- | - | - | - | - | -- | -- | ---- |  | -------------------------- | ---------------------- | ----------------------- | ---------------------- | -------------------- |
| 1    | Bayern Munich   | 15  | 6 | 5 | 0 | 1 | 17 | 5  | +12  |  | Bayern Munich              |                        | 2-3                     | 5-0                    | 3-0                  |
| 2    | Manchester City | 15  | 6 | 5 | 0 | 1 | 18 | 10 | +8   |  | Manchester City            | 1-3                    |                         | 4-2                    | 5-2                  |
| 3    | Viktoria Plzeň  | 3   | 6 | 1 | 0 | 5 | 6  | 17 | -11  |  | Viktoria Plzeň             | 0-1                    | 0-3                     |                        | 2-1                  |
| 4    | CSKA Moscou     | 3   | 6 | 1 | 0 | 5 | 8  | 17 | -9   |  | CSKA Moscou                | 1-3                    | 1-2                     | 3-2                    |                      |

#### Phase finale

##### Huitièmes de finale
Manchester City, placé dans le pot no 2, affronte le FC Barcelone, vainqueur du championnat espagnol précédent, en huitièmes de finale.
Au match aller, Manchester City accueille le FC Barcelone à l'Etihad Stadium. Au terme d'une première période assez équilibrée, le défenseur citizens Martín Demichelis reçoit un carton rouge et provoque un penalty à la 53e minute après un tacle violent sur son compatriote Lionel Messi. Messi transforme le penalty. Le Barça va même aggraver le score en fin de match pour réduire tout espoir de Manchester City grâce à un but de Dani Alves.
Au match retour, Manchester City se déplace au Camp Nou. Les Citizens doivent marquer trois buts et en concéder zéro pour arracher une place en quarts de finale. Mais Lionel Messi décide, à la 67e minute, de confirmer la qualification du FC Barcelone en ouvrant le score. La fin de match s'affole et Manchester City n'a plus rien à perdre : Pablo Zabaleta est exclu à la 79e minute, Vincent Kompany égalise à la 89e et Dani Alves fait reprendre l'avantage au Barça dans le temps additionnel.
Manchester City termine sa course en Ligue des champions en huitièmes de finale pour un score final de 4 buts à 1. Cela reste cependant le meilleur parcours de City en C1.

## Effectif

### Arrivées
| Date     | Type  | Prix     | Joueur            | Ancien club         | Championnat  |
| Été 2013 | Achat | 17,30 M€ | Jesus Navas       | FC Seville          | Liga BBVA    |
| Été 2013 | Achat | 34,76 M€ | Fernandinho       | FC Shakhtar Donetsk | Premier Liga |
| Été 2013 | Achat | 23,17 M€ | Álvaro Negredo    | FC Seville          | Liga BBVA    |
| Été 2013 | Achat | 25,49 M€ | Stevan Jovetić    | ACF Fiorentina      | Serie A      |
| Été 2013 | Achat | 4,40 M€  | Martin Demichelis | Atletico Madrid     | Liga BBVA    |

Total dépenses : 105,15 M€

### Départs
| Date         | Type           | Prix    | Joueur           | Nouveau club | Championnat    |
| Été 2013     | Fin de contrat | Gratuit | Kolo Touré       | Liverpool FC | Premier League |
| Été 2013     | Fin de contrat | Gratuit | Wayne Bridge     | Reading FC   | Championship   |
| Été 2013     | Fin de contrat | Gratuit | Roque Santa Cruz | Málaga       | Liga BBVA      |
| Été 2013     | Transfert      | 9+3 M€  | Carlos Tévez     | Juventus FC  | Serie A        |
| Été 2013     | Transfert      | 3,5 M€  | Maicon           | AS Rome      | Serie A        |
| Janvier 2014 | Fin de contrat | Gratuit | Abdul Razak      | Anzhi        | Premier League |

Total recettes : 15 M€